# 周央サンゴ
周央 サンゴ（すおう サンゴ）は、ANYCOLOR株式会社が運営するにじさんじ所属のバーチャルライバー。YouTubeやニコニコ動画などインターネット上で活動するキャラクター。キャラクターデザインは葉山えいし。愛称はンゴちゃん、ンゴ。

## 来歴
2020年7月30日にYouTubeでチャンネルを開設し、8月6日に朝日南アカネ、東堂コハク、北小路ヒスイ、西園チグサとともに5人組ユニット「世怜音演劇同好会」（せれいねえんげきどうこうかい）のメンバーとしてデビューした。
2021年2月23日にチャンネル登録者数10万人を突破。6月頃からはニコニコ動画において視聴者による配信の切り抜き（ダイジェスト）動画が注目を集め、「空前の周央サンゴブーム」のタグが作られるほどとなり、同年12月に発表された「ネット流行語100」では100位中95位ながらユーザー投票によってニコニコ賞に選出された。
2022年には月刊ホビージャパンの読者参加企画『Cheer球部!』に白波瀬凪々海役で声優として出演した。
2022年6月24日に3Dモデルの初披露配信が実施された。配信内では周央の好きなキャラクターであるポチャッコとの共演がサンリオ全面協力のもと実現したほか、エンディングテーマには志摩スペイン村協力のもと志摩スペイン村テーマ曲「きっとパルケエスパーニャ」が用いられた。
2025年3月6日の誕生日に併せて個人の公式サイトが開設された。

## 人物
世怜音女学院中等部に入学したばかりの1年生。世怜音女学院は架空の中高一貫校で、伝統ある演劇部が部員不足によって同好会に格下げされたため、メンバーを増やして正規のクラブに復帰することを目標にバーチャルライバーを始めたという設定。
名前の由来は出産予定日が3月5日だったための語呂合わせだが、本人曰く「マイペースなので」1日遅れて3月6日に出生した。名前をもじった「ンゴ」は、愛称としてだけでなく一人称としても使われる。家族は両親・姉・妹で、3人姉妹の次女。
サンリオキャラクターが大好きで、一番のお気に入りはポチャッコ。サンリオ社員VTuberなつめれんげとのコラボ配信や、サンリオの新キャラクターコンペのゲスト審査員を務めたこともある。
可愛らしいキャラクターと、緩い雰囲気の動画配信で人気を集めている。他方で、演技をすることが好きで、テーブルトークRPGや台詞読みといった配信企画で滑舌の良さと演技力の高さを披露する一面を持つ。また、おっとりとした雰囲気とは対照的な、好きなものを語る時のマシンガントークや、配信中のワードセンスとトーク力の高さも特徴で、「切り抜きポイント」が多いことが2021年の切り抜き動画ブームに繋がっている。

## コラボレーション
- 志摩スペイン村 - 2023年、2024年（壱百満天原サロメと）
- ポポラマーマ - 2025年[12]

### 志摩スペイン村

コラボ期間中に鵜方駅に設置された周央サンゴのパネル。

2021年12月11日の定期雑談配信「おつかれさんご」で三重県志摩市のテーマパーク・志摩スペイン村を話題に出し、2022年5月7日の「おつかれさんご」で自身の親とゴールデンウィークに志摩スペイン村を訪れた際のエピソードを語った。後日視聴者によってそれらの切り抜き動画が制作され、特に5月の配信後、その弄りがありながらも愛に溢れた語り口がネットで話題となった。Twitterトレンドに「周央サンゴ」「志摩スペイン村」などの関連ワードがランクインし、ねとらぼなどのメディアにも取り上げられ、一時は志摩スペイン村公式ホームページが繋がりにくくなった。5月18日にはTBSテレビの報道・情報番組『THE TIME,』内の「バズったワード デイリーランキング」で2位に「志摩スペイン村」がランクインし、周央も地上波で初めて取り上げられた。同年8月16日には志摩スペイン村からのオファーにより、貸し切り状態の園内を訪れる動画が公開された。
志摩スペイン村の公式Twitterアカウントのフォロワー数はもともと1.5万人ほどだったが、2022年7月時点で約3倍の5万人、2023年2月時点で約5倍にまで増加した。
2023年2月11日から4月2日まで、周央は「志摩スペイン村バーチャルアンバサダー」に任命された。期間中は周央にちなんだスタンプラリーやグッズ、メニューが用意されたほか、プリントシール機が園内に置かれた。近畿日本鉄道でもコラボ企画が行われ、鵜方駅と近鉄特急の一部で周央の期間限定アナウンスが流された。期間初日の2月11日には志摩スペイン村の来場者数が通常の倍以上の約7000人、チュロスの販売本数が通常の25倍の1000本以上となり、Twitterトレンドに関連ワードが再びランクインしたほか、2月17日時点で地元局・在京キー局合わせてテレビ局8社に取り上げられるなどの反響があった。TBSテレビの報道・情報番組『情報7daysニュースキャスター』（2月25日放送）とNHK津放送局の地域向け情報番組『まるっと!みえ』（3月14日放送）からもインタビュー取材を受けた。
2024年には、同じくにじさんじ所属ライバーの壱百満天原サロメとともに再びバーチャルアンバサダーに任命され、2月10日から5月10日までコラボイベント第2弾が開催されていた。

## 出演

### 地上波
- 『情報7daysニュースキャスター』（2023年2月25日、TBSテレビ）
- 『まるっと!みえ』（2023年3月14日、NHK津放送局）
- 『NHKニュース7』（2023年3月26日、NHK総合）
- 『百万長者 地方のバズを発見しちゃった件』（2023年9月3日、FBS福岡放送）

### インターネット番組
- にじさんじのB級バラエティ（2021年9月29日 - 、YouTube） 「謎のお姉ちゃん」としてナレーターで出演
- VTuber 魔法のリムジン Tokyo 1day Trip（2022年3月7日 - 3月21日、Spotify）[24]
- 週刊ニコニコインフォ 第64号（ニコニコ生放送） ゲスト出演[25][26]。
- にじさんじ 4th Anniversary LIVE『FANTASIA』Day1 イベント直前突撃リポート/最速感想放送（2022年9月30日、YouTube Live・ニコニコ生放送）[27]
- 七次元生徒会!（2023年4月12日 - 、YouTube）

### Webアニメ
- 世界の終わりに柴犬と（吹き替え企画） - （2023年、ご主人 役）
- ヤクザと目つきの悪い女刑事の話（せか柴コラボアニメ） - （2023年、蟻ヶ谷雪（ご主人） 役）

### インターネットラジオ
- だいたいにじさんじのらじお（2021年8月22日、8月29日[28]、2022年2月20日、2月27日[29]、超!A&G+） ゲスト出演
- Cheer球部RADIO かっせ! かっせ! Qace!（2022年1月25日[30]、音泉） ゲスト出演
- 周央サンゴのオールナイトニッポンA(オルタナティブ) on ANNJAM （2024年11月8日 - 、オールナイトニッポンJAM）[31]

### メディアミックスプロジェクト
- Cheer球部!（2022年、白波瀬凪々海[32]）
- Lie:verse Liars（2022年 - 、呱々乃 結仁[33]）

### WEBCM
- にじさんじ×ウィクロス（2022年[34]、Youtube）

### 映画
- カタシロReplica（2024年6月21日、moccai） - もう一人の患者 役[35]

### 舞台
- カタシロRelivea（2024年・2025年、もう一人の患者 役[36][37][38]）

### 書籍
- 月刊コミックアライブ 2023年4月号、インタビュー掲載[39]

### イベント
- 周央サンゴ×志摩スペイン村コラボイベント「みなさま〜（広報大使）志摩スペインゴ村へ、来て!」（2023年2月11日 - 4月2日、志摩スペイン村）[40]
- にじJ1クラブコラボ2023「セレッソ大阪×周央サンゴDAY」（2023年5月7日、ヨドコウ桜スタジアム）[41]
- 周央サンゴ×壱百満天原サロメ×志摩スペイン村「みなさま～（大使二人）志摩スペインサロメンゴ村へ、来て!ですわ～!」（2024年2月10日 - 5月10日、志摩スペイン村）[42]

### ゲーム
- 魔法司書アリアナ 〜七英傑の書〜（コンパイルハート、2025年8月21日予定） - アリアナ・ヴィレリス 役[43]
- イナズマイレブン 英雄たちのヴィクトリーロード（レベルファイブ、2025年11月14日予定）- 判目 才人 役[44]

## 受賞歴
- 2021年11月14日 ニコニコ動画プレミアムアワード2021秋 グッドルーキー賞[45]
- 2021年12月15日 ネット流行語100 95位、ニコニコ賞受賞[46]
- GAME STREAMER AWARD 2021 GRAPHT賞[47]

## 音楽作品
- 『それはもうらぶちゅ』タケノコ少年(Takenoko boy)×周央サンゴ、音楽ゲーム「Muse dash」（2022年11月）[48]
- 『FOCUS ON - NIJISANJI SINGLE COLLECTION - 周央サンゴ』 - 2023年1月25日発売。レーベル：ANYCOLOR[49]。

### キャラクターソング
| 発売日        | 商品名                                                                                          | 歌        | 楽曲                              | 備考                 |
| ------------- | ----------------------------------------------------------------------------------------------- | --------- | --------------------------------- | -------------------- |
| 2022年3月30日 | Cheer球部！トップオブダイヤモンド 2nd Battle CD「薄紅のカノン / アーティスティック☆ドリーマー」 | 水陸VENUS | 「アーティスティック☆ドリーマー」 | 『Cheer球部!』関連曲 |

### ユニットメンバー
1. ↑  白波瀬凪々海（周央サンゴ）、白波瀬万裕（星咲花那）、白波瀬千裕（成瀬瑛美）、白波瀬みらん（佐々木李子）